# Мкртчян Матевос Карапетович
Матевос Карапетович Мкртчян (нар. 11 серпня 1934) — радянський футбольний арбітр. Суддя всесоюзної категорії, представляв Єреван. Сім разів потрапляв до списку найкращих суддів Радянського Союзу.
Закінчив Єреванський інститут фізкультури. У 1968–1984 роках провів 134 гри вищої ліги СРСР.